# Casimiro Bonfiglio
Casimiro Bonfiglio (Randazzo, 28 settembre 1925 – Cantù, 19 maggio 2013) è stato un sindacalista, funzionario e politico italiano.

## Biografia
Candidato alle elezioni politiche del 1976 con il MSI, non risultò eletto; ma diventò deputato nell'ultima parte della VII Legislatura col partito della destra moderata Democrazia Nazionale.
Subentrò esattamente il 21 aprile 1978 dopo il decesso del collega Giovanni Andrea Borromeo d'Adda. Terminò il mandato parlamentare nel 1979.
Dopo lo scioglimento nella DN, tornò tra le file del Movimento Sociale Italiano, ma non entrò più in parlamento.
Nel 1993 venne candidato sindaco dall'MSI a Limbiate, senza risultare eletto.